# Günter Eichberger
Günter Eichberger (* 15. September 1959 in Oberzeiring, Obersteiermark) ist ein österreichischer Schriftsteller.

## Leben
Eichberger wurde als Sohn des Postbeamten Josef Eichberger und dessen Frau Rosalinde (geb. Stadler) in Oberzeiring geboren. Er ist in Judenburg aufgewachsen und besuchte dort die Volksschule und das Gymnasium. Mit 16 Jahren wurde Eichberger Kulturkritiker der Murtaler Zeitung. Nach der Matura studierte er ab 1978 in Graz an der Karl-Franzens-Universität Germanistik und Anglistik und promovierte 1984 mit einer Dissertation über Die Theorie der Praxis, die Praxis der Theorie. Das poetologische Selbstverständnis österreichischer Gegenwartsautoren. Während seines Studiums gestaltete er literarischen Abende in der Judenburger Buchhandlung Styria und veröffentlichte in den Zeitschriften Sterz und den manuskripten. Auch war es damals in den 1970er- und 1980er-Jahren noch mehr als heute üblich, dass Texte von (Nachwuchs-)Autorinnen und -Autoren im ORF präsentiert wurden, so dass Eichberger in der Reihe Literatur in der Steiermark medial vermittelt wurde. Nach seinem Studium war er etwa ein Jahr lang Schulbibliothekar am Carneri-Gymnasium in Graz und ein halbes Jahr lang Redakteur beim TU Info an der TU Graz. Danach war er noch für zwei Semester Lehrbeauftragter am germanistischen Institut der Karl-Franzens-Universität Graz. Ab 1987 war er freischaffender Schriftsteller. Im selben Jahr bekam Eichberger eine Zusage von einem Verlag und so fiel somit quasi der Startschuss für seine Karriere als Schriftsteller. Der „Durchbruch“ gelang ihm letztendlich mit seinem 1988 erschienenen Romandebüt Der Wolkenpfleger.